# Neelus incertoides
Neelus incertoides är en urinsektsart som beskrevs av Mills 1934. Neelus incertoides ingår i släktet Neelus och familjen dvärghoppstjärtar. Inga underarter finns listade i Catalogue of Life.